# Roye-sur-Matz

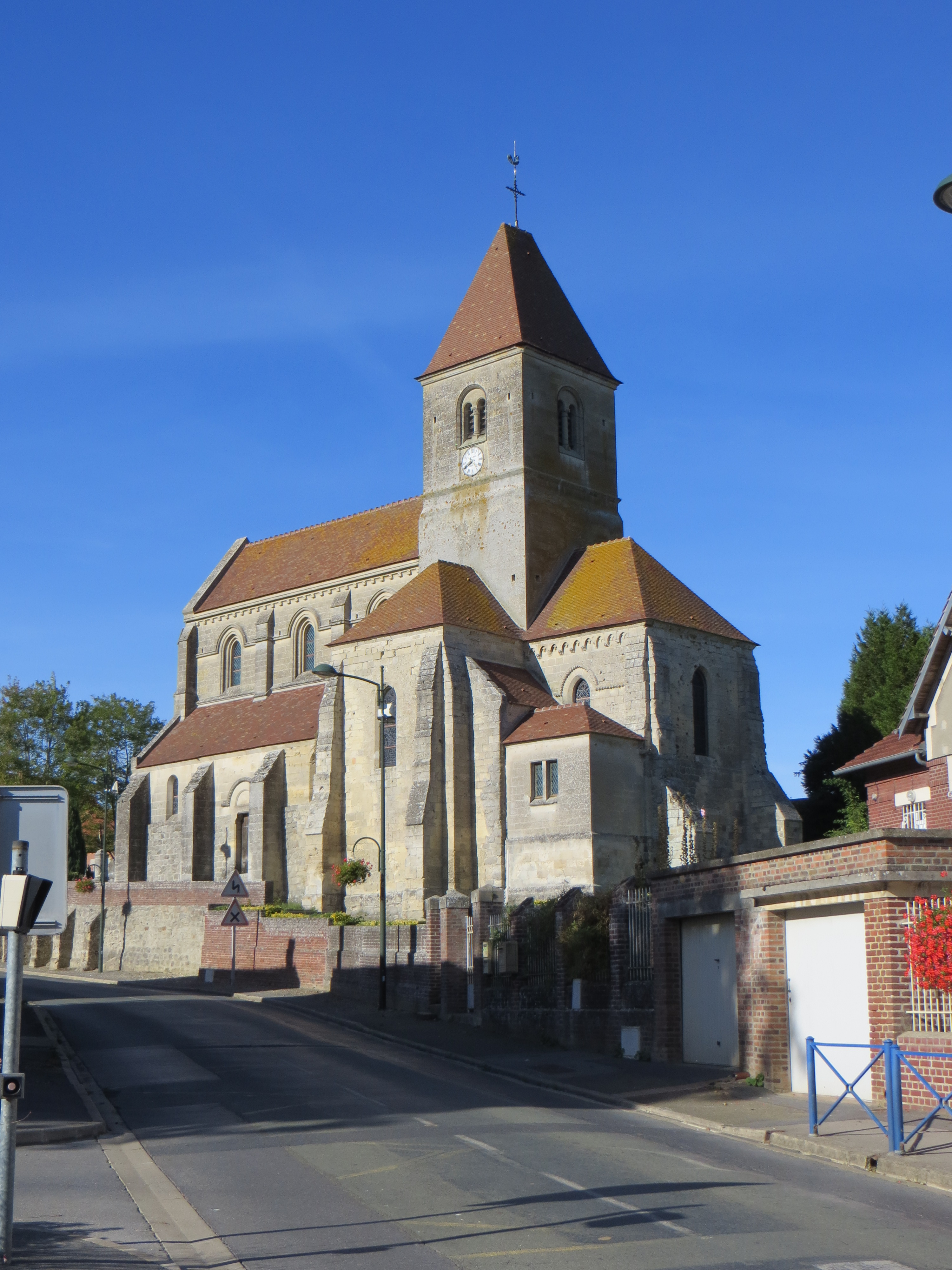
Saint Martin in Roye sur Matz

Roye-sur-Matz ist eine französische Gemeinde mit 451 Einwohnern (Stand: 1. Januar 2022) im Département Oise in der Region Hauts-de-France (vor 2016 Picardie). Sie gehört zum Arrondissement Compiègne und zum Kanton Thourotte (bis 2015 Lassigny).

## Geographie
Roye-sur-Matz liegt etwa 32 Kilometer nordnordwestlich von Compiègne am Matz. Umgeben wird Roye-sur-Matz von den Nachbargemeinden Beuvraignes im Norden, Canny-sur-Matz im Osten, Gury im Südosten, La Neuville-sur-Ressons und Laberlière im Süden, Biermont im Südwesten sowie Conchy-les-Pots im Westen.

## Bevölkerungsentwicklung
| Jahr      | 1962 | 1968 | 1975 | 1982 | 1990 | 1999 | 2006 | 2013 |
| Einwohner | 370  | 360  | 325  | 317  | 361  | 379  | 410  | 463  |

## Sehenswürdigkeiten
- Kirche Saint-Martin (siehe auch: Liste der Monuments historiques in Roye-sur-Matz)
- Schloss

## Persönlichkeiten
- Jacques Delaporte (1926–1999), Erzbischof von Cambrai
- Guy Dollé (* 1942), Manager